# Antiochos IX
Antiochos IX Eusebes Cyzicenus (grekiska: Ἀντίοχος Εὐσεβής Κυζικηνός), född okänt år, död 96 f.Kr., var en seleukidisk kung från 116 f.Kr. till sin död. Som son till kung Antiochos VII och gemålet Kleopatra Thea var han en del av seleukiddynastin.

## Biografi
När Antiochos far hade dödades av parterna och hans farbror Demetrios II återtagit tronen, skickade hans mor honom till Kyzikos, vilket gav honom hans epitet.
Han återvände till hemlandet 116 f.Kr. då hans kusin tillika halvbror Antiochos VIII regerade där. Hans krav på tronen ledde till ett inbördeskrig där parterna kontrollerade varsin del av landet. Bådas liv kom att avslutas år 96 f.Kr., Antiochos VIII mördades och själv blev han besegrad och dödad i strid av dennes son, Seleukos VI, som övertog kronan.

### Fotnoter
1. ↑  Wright 2005, sid. 81.

### Allmänna
- Wright, Nicholas (2005). ”Seleucid Royal Cult, Indigenous Religious Traditions and Radiate Crowns: The Numismatic Evidence” (på engelska). Mediterranean Archaeology (Sydney: Sydney University Press) 18:  sid. 67–82. JSTOR 24668172. ISSN 1030-8482. OCLC 6437032242. https://www.jstor.org/stable/24668172. Läst 17 april 2022.
- Vermeule, Cornelius (1970). ”Near Eastern, Greek, and Roman Gems: A Recent Gift to the Collections” (på engelska). Boston Museum Bulletin (Boston: Museum of Fine Arts) 68 (353):  sid. 197–214. JSTOR 4171534. ISSN 0006-7997. OCLC 5544067119. https://www.jstor.org/stable/4171534. Läst 17 april 2022.